# Брукалиці
Брукалиці (пол. Brukalice) — село в Польщі, у гміні Зембіце Зомбковицького повіту Нижньосілезького воєводства.
Населення — 99 осіб (2011).
У 1975-1998 роках село належало до Валбжиського воєводства.

## Демографія
Демографічна структура станом на 31 березня 2011 року:
|          | Загалом | Допрацездатний вік | Працездатний вік | Постпрацездатний вік |
| -------- | ------- | ------------------ | ---------------- | -------------------- |
| Чоловіки | 54      | 14                 | 35               | 5                    |
| Жінки    | 45      | 10                 | 27               | 8                    |
| Разом    | 99      | 24                 | 62               | 13                   |